# European Darts Tour 2022
Die European Darts Tour 2022 war die elfte Austragung der Dartsturnierserie in der PDC. Sie war ein Teil der PDC Pro Tour 2022 und bestand aus verschiedenen Turnieren in Kontinentaleuropa. Nachdem die COVID-19-Pandemie den Spielplan in den vergangenen Jahren stark einkürzt hatte, fanden 2022 wieder 13 Turniere – so viele wie zuletzt 2019 – statt.

## Qualifikationsmodus
Wie im Vorjahr qualifizierten sich zunächst die Top 16 Spieler der PDC Pro Tour Order of Merit, welche in der zweiten Runde gesetzt waren. Des Weiteren qualifizierten sich automatisch die beiden höchstplatzierten Spieler aus dem Land, in dem das Turnier stattfand. Diese Spieler mussten ihr erstes Spiel gewinnen, damit ihr erhaltenes Preisgeld in der PDC Order of Merit verrechnet wurde.
Über einen Tour Card Qualifier qualifizierten sich insgesamt 24 Spieler. Zwei weitere Spieler kamen je über dem Nordic & Baltic Qualifier und den East Europe Qualifier zu den Turnieren. Die Zahl der Qualifikationsplätze im Host Nation Qualifier war auf zwei begrenzt. Wenn ein Gastgeberland keinen Spieler in der PDC Order of Merit stellte, wurden hier jeweils vier Startplätze vergeben. Die letzten zwei Startplätze wurden in zwei Associate Member Qualifiers (UK und Rest of the World) an Spieler vergeben, die bei der Q-School keine Tour Card erspielen konnten.

## Spielorte
Gespielt wurde in Deutschland, Belgien, Österreich, Tschechien, der Niederlande, Ungarn und Gibraltar
| Lebbeke |

| Stuttgart |

| Leverkusen |

| München |

| Premstätten |

| Budapest |

| Riesa |

| Trier |

| Hildesheim |

| Jena |

| Zwolle |

| Prag |

| \| Gibraltar \| |
| Gibraltar       |

| Gibraltar |

## European Tour Events
Am Ende der Saison sind die Top 32 der European Tour Order of Merit, einer gesonderten Form der PDC Pro Tour Order of Merit, in die nur das Preisgeld der European Tour Events fließt, für die European Darts Championship 2022 qualifiziert.
| Nr. | Datum               | Event                     | Austragungsort                         | Sieger             | Ergebnis | Finalist              |
| --- | ------------------- | ------------------------- | -------------------------------------- | ------------------ | -------- | --------------------- |
| 1   | 25.–27. Februar     | International Darts Open  | Riesa, Sachsen-Arena                   | Gerwyn Price       | 8 : 4    | Peter Wright          |
| 2   | 11.–13. März        | German Darts Championship | Hildesheim, Halle39                    | Michael van Gerwen | 8 : 5    | Rob Cross             |
| 3   | 16.–18. April       | German Darts Grand Prix   | München, Zenith                        | Luke Humphries     | 8 : 2    | Martin Lukeman        |
| 4   | 29. April – 1. Mai  | Austrian Darts Open       | Premstätten, Steiermarkhalle           | Michael van Gerwen | 8 : 5    | Danny Noppert         |
| 5   | 6.–8. Mai           | European Darts Open       | Leverkusen, Ostermann-Arena            | Michael van Gerwen | 8 : 5    | Dimitri Van den Bergh |
| 6   | 13.–15. Mai         | Czech Darts Open          | Prag, Královka Arena                   | Luke Humphries     | 8 : 5    | Rob Cross             |
| 7   | 20.–22. Mai         | European Darts Grand Prix | Stuttgart, Hanns-Martin-Schleyer-Halle | Luke Humphries     | 8 : 7    | Rob Cross             |
| 8   | 27.–29. Mai         | Dutch Darts Championship  | Zwolle, IJsselhallen                   | Michael Smith      | 8 : 7    | Danny Noppert         |
| 9   | 1.–3. Juli          | European Darts Matchplay  | Trier, Arena                           | Luke Humphries     | 8 : 7    | Rowby-John Rodriguez  |
| 10  | 2.–4. September     | Hungarian Darts Trophy    | Budapest, Papp László Sportaréna       | Joe Cullen         | 8 : 2    | William O’Connor      |
| 11  | 9.–11. September    | German Darts Open         | Jena, Sparkassen-Arena                 | Peter Wright       | 8 : 6    | Dimitri Van den Bergh |
| 12  | 23.–25. September 1 | Belgian Darts Open        | Lebbeke, Oktoberhallen                 | Dave Chisnall      | 8 : 6    | Andrew Gilding        |
| 13  | 14.–16. Oktober     | Gibraltar Darts Trophy    | Gibraltar, Victoria Stadium            | Damon Heta         | 8 : 7    | Peter Wright          |

## Format
Wie ab der European Darts Tour 2018 üblich, wurde das Halbfinale in der Distanz best of 13 legs und das Finale best of 15 legs gespielt. Die anderen Partien wurden im Modus best of 11 legs gespielt.

## Preisgeld
Insgesamt wurden – wie in den Vorjahren auch – pro Turnier £ 140.000 Preisgeld ausgeschüttet. Das Preisgeld verteilte sich unter den Teilnehmern wie folgt:
| Position (Anzahl der Spieler) | Position (Anzahl der Spieler) | Preisgeld |
| ----------------------------- | ----------------------------- | --------- |
| Gewinner                      | (1)                           | £ 25.000  |
| Finalist                      | (1)                           | £ 10.000  |
| Halbfinalisten                | (2)                           | £ 6.500   |
| Viertelfinalisten             | (4)                           | £ 5.000   |
| Achtelfinalisten              | (8)                           | £ 3.000   |
| Verlierer der 2. Runde        | (16)                          | £ 2.000   |
| Verlierer der Vorrunde        | (16)                          | £ 1.000   |
|                               |                               |           |
|                               |                               | £ 140.000 |

## European Tour Order of Merit
Die Top 32 der European Tour Order of Merit waren für die European Darts Championship 2022 qualifiziert.
| Platz | Spieler               | Preisgeld |
| ----- | --------------------- | --------- |
| 01    | Luke Humphries        | £ 116.500 |
| 02    | Michael van Gerwen    | £ 99.000  |
| 03    | Peter Wright          | £ 59.500  |
| 04    | Rob Cross             | £ 56.500  |
| 05    | Damon Heta            | £ 52.000  |
| 06    | Joe Cullen            | £ 51.500  |
| 07    | Dave Chisnall         | £ 48.500  |
| 08    | Michael Smith         | £ .41.000 |
| 09    | Nathan Aspinall       | £ 39.500  |
| 10    | Jonny Clayton         | £ 38.000  |
| 11    | Dimitri Van den Bergh | £ 37.500  |
| 11    | Danny Noppert         | £ 37.500  |
| 13    | Dirk van Duijvenbode  | £ 36.000  |
| 14    | Gerwyn Price          | £ 33.000  |
| 15    | José de Sousa         | £ 32.000  |
| 16    | Ryan Searle           | £ 27.000  |
| 16    | Martin Lukeman        | £ 27.000  |
| 18    | Martin Schindler      | £ 26.000  |
| 18    | Rowby-John Rodriguez  | £ 26.000  |
| 20    | Madars Razma          | £ 22.500  |
| 21    | Andrew Gilding        | £ 21.500  |
| 21    | Daryl Gurney          | £ 21.500  |
| 23    | Gabriel Clemens       | £ 19.000  |
| 23    | Josh Rock             | £ 19.000  |
| 23    | Karel Sedláček        | £ 19.000  |
| 23    | Stephen Bunting       | £ 19.000  |
| 27    | Ross Smith            | £ 16.000  |
| 28    | Vincent van der Voort | £ 14.500  |
| 28    | James Wade            | £ 14.500  |
| 30    | Ryan Meikle           | £ 14.000  |
| 30    | Chris Dobey           | £ 14.000  |
| 30    | Krzysztof Ratajski    | £ 14.000  |

## Deutschsprachige Teilnehmer
Im Folgenden werden die Ergebnisse aller deutschsprachigen Teilnehmer aufgelistet.
| Land        | Spieler              | International Darts Open | German Darts Championship | German Darts Grand Prix | Austrian Darts Open | European Darts Open | Czech Darts Open | European Darts Grand Prix | Dutch Darts Championship | European Darts Matchplay | Hungarian Darts Trophy | German Darts Open | Belgian Darts Open | Gibraltar Darts Trophy |
| ----------- | -------------------- | ------------------------ | ------------------------- | ----------------------- | ------------------- | ------------------- | ---------------- | ------------------------- | ------------------------ | ------------------------ | ---------------------- | ----------------- | ------------------ | ---------------------- |
| Schweiz     | Stefan Bellmont      |                          | Letzte 48                 |                         |                     |                     |                  | Letzte 48                 | Letzte 48                |                          |                        |                   |                    |                        |
| Osterreich  | Dietmar Burger       |                          |                           |                         | Letzte 48           |                     |                  |                           |                          |                          |                        |                   |                    |                        |
| Deutschland | Gabriel Clemens      | Letzte 48                | Letzte 32                 | Letzte 32               | Achtelfinale        | Letzte 48           | Letzte 48        | Letzte 48                 |                          | Achtelfinale             | Letzte 48              | Letzte 48         | Viertelfinale      | Viertelfinale          |
| Deutschland | René Eidams          |                          |                           |                         |                     |                     |                  |                           | Letzte 48                |                          |                        |                   |                    |                        |
| Osterreich  | Patrik Gosnak        |                          |                           |                         | Letzte 32           |                     |                  |                           |                          |                          |                        |                   |                    |                        |
| Deutschland | Florian Hempel       | Letzte 48                |                           |                         |                     |                     | Letzte 48        |                           |                          | Letzte 32                |                        |                   |                    |                        |
| Deutschland | Max Hopp             |                          |                           | Achtelfinale            |                     |                     |                  |                           |                          |                          |                        |                   |                    |                        |
| Deutschland | Dragutin Horvat      | Letzte 48                |                           | Letzte 48               |                     |                     |                  | Letzte 48                 |                          | Letzte 48                |                        | Letzte 32         |                    |                        |
| Schweiz     | Thomas Junghans      |                          |                           | Letzte 48               |                     |                     |                  |                           |                          |                          |                        |                   |                    |                        |
| Deutschland | Nico Kurz            | Letzte 32                |                           |                         |                     | Letzte 48           |                  |                           |                          |                          |                        |                   |                    |                        |
| Osterreich  | Zoran Lerchbacher    |                          |                           |                         | Achtelfinale        |                     |                  |                           |                          |                          |                        |                   |                    |                        |
| Osterreich  | Michael Rasztovits   |                          |                           |                         | Letzte 48           |                     |                  |                           |                          |                          |                        |                   |                    |                        |
| Osterreich  | Rowby-John Rodriguez |                          |                           |                         | Letzte 32           | Letzte 32           | Viertelfinale    | Viertelfinale             |                          | Finale                   | nicht angetreten       |                   |                    | Letzte 32              |
| Osterreich  | Rusty-Jake Rodriguez |                          |                           |                         |                     |                     |                  |                           |                          |                          | Viertelfinale          |                   | Achtelfinale       | Letzte 32              |
| Deutschland | Franz Rötzsch        |                          |                           |                         |                     |                     |                  |                           |                          |                          | Letzte 48              |                   |                    |                        |
| Deutschland | Martin Schindler     |                          | Letzte 32                 | Viertelfinale           |                     | Achtelfinale        | Letzte 32        | Viertelfinale             | Letzte 32                | Letzte 32                |                        | Achtelfinale      | Viertelfinale      | Letzte 48              |
| Deutschland | David Schlichting    | Letzte 48                |                           |                         |                     |                     |                  |                           |                          |                          |                        |                   |                    |                        |
| Deutschland | Fabian Schmutzler    | Letzte 48                |                           |                         |                     |                     |                  |                           |                          |                          |                        |                   |                    |                        |
| Deutschland | Niko Springer        | Achtelfinale             | Letzte 48                 |                         |                     |                     |                  |                           |                          |                          |                        |                   |                    |                        |
| Osterreich  | Rainer Sturm         |                          |                           |                         | Letzte 48           |                     |                  |                           |                          |                          |                        |                   |                    |                        |
| Osterreich  | Mensur Suljović      | Letzte 32                | Achtelfinale              |                         | Letzte 48           |                     |                  |                           |                          |                          |                        |                   |                    | Achtelfinale           |
| Deutschland | Lukas Wenig          |                          | Letzte 48                 | Letzte 48               |                     | Letzte 48           |                  | Letzte 48                 |                          | Achtelfinale             |                        | Letzte 48         |                    |                        |